# Bear Story
Bear Story ist ein chilenischer computeranimierter Kurzfilm von Gabriel Osorio aus dem Jahr 2014.

## Handlung
Ein alter Bär baut bis zum Morgen an Figuren für ein mechanisches Diorama. Neben einem Bärenvater hat er auch eine Bärenmutter und ein Bärenkind aus Blech gebaut. Mit den Figuren von Mutter und Kind geht er in ein Nebenzimmer, das sich als verlassenes Kinderzimmer entpuppt. Bilder an der Wand zeugen von einem glücklichen Leben als Familie. Anschließend frühstückt der Bär, packt die Figuren ein und zieht mit einer Dioramabox in die Innenstadt, wo schon bald ein junger Bär erscheint, der Geld für die Vorführung gibt. Der Bär beginnt, das Diorama in Gang zu setzen.
Es erzählt die Geschichte von einer glücklichen Bärenfamilie. Eines Tages eröffnet ein Zirkus in der Nähe der Siedlung und die Häscher des Zirkus strömen aus und nehmen zahlreiche Tiere der Gegend gefangen, um sie im Zirkus zu präsentieren. Unter den Gefangenen ist auch der Bärenvater, der von seiner Familie getrennt wird. Er verlebt eine unglückliche Zeit im Zirkus, muss Radfahren, Jonglieren oder mit einem Rad durch die Lüfte fliegen. Nur das Foto seiner Familie im Innendeckel einer Taschenuhr gibt ihm Hoffnung. Eines Tages gelingt dem Bären die Flucht, da er bei einem Radsprung durch das Zirkuszelt schießt. Er entkommt seinen Verfolgern und gelangt in seine alte Siedlung. Hier findet er alles verwüstet vor, doch haben seine Frau und sein Kind überlebt. Glücklich schließen sie sich in die Arme.
Die Vorführung ist vorüber und der Bärenjunge beeindruckt. Er gibt dem Bären das Geld für die Aufführung und geht. Der Bär bleibt zurück und beginnt nach einem kurzen Blick auf das Familienfoto in seiner Taschenuhr, erneut um Kundschaft für seine Dioramavorführung zu werben.

## Produktion und Vorführung
Bear Story war der erste Animationsfilm, bei dem Gabriel Osorio Regie führte. Er produzierte den Film mit seiner eigenen Produktionsfirma Punkrobot, mit der bis dahin Projekte für das Kinderfernsehen und Werbefilme realisiert hatte. Osorio bezog die Inspiration für seinen Film aus der Geschichte seines Großvaters Leopold Osorio, der 1973 während der Diktatur Augusto Pinochets verhaftet wurde und nach zwei Jahren nach England floh, ohne seine Familie wiedersehen zu können. Osorio verarbeitete die Abwesenheit seines Großvaters, der zehn Jahre in England blieb, im Film. Die Figur des Bären wählte er, weil er seinen Großvater als von imposanter Statur empfand.
Die Arbeit an Bear Story nahm zwei Jahre in Anspruch und zog sich mit Unterbrechungen insgesamt über fünf Jahre hin; die Animationsleitung hatte Antonia Herrera inne. Der Film entstand vollständig am Computer, wobei 2D- und 3D-Animation miteinander verbunden wurden. Der Film enthält keine Dialoge.
Bear Story erlebte im Juni 2014 auf dem Festival d’Animation Annecy seine Premiere und lief in der Folge auf zahlreichen Festivals, darunter 2014 auf dem London Film Festival und dem Ottawa International Animation Festival, 2015 auf dem Palm Springs International Film Festival und dem Filmfest Dresden sowie im Januar 2016 auf dem Tromsø Internasjonale Filmfestival.

## Auszeichnungen (Auswahl)
Auf dem Florida Film Festival gewann Bear Story 2015 den Preis in der Kategorie Bester internationaler Kurzfilm und wurde auf dem IndieLisboa mit dem IndieJunior Award ausgezeichnet. Auf dem RiverRun International Film Festival erhielt der Film 2015 den Jurypreis als Bester animierter Kurzfilm und gewann ebenfalls 2015 auf dem Washington DC Independent Film Festival den Publikumspreis. 2016 gewann der Film in der Kategorie Bester animierter Kurzfilm einen Oscar.